# Aprendibilidad
Aprendibilidad (también aprendabilidad o capacidad de aprendizaje) es un neologismo que designa la habilidad psíquica o mental necesaria para hacer algo, especialmente en referencia tanto a las aptitudes naturales como a la actitud positiva que se precisan para permanecer en continuo aprendizaje.

## Educación y trabajo
Pedagógicamente, la aprendibilidad de un saber científico se considera como la atribución o cualidad que le confiere cada estudiante a ese saber para hacerlo objeto de aprendizaje. Puesto que tal aprendizaje es intencional y está mediado por una actitud positiva, un estudiante le confiere el sentido que considera que contribuye mejor a su introducción en las formas como ese saber es trabajado por la respectiva comunidad científica. La aprendibilidad, entonces, determina qué y cómo aprender, por cuanto refuerza la actitud positiva para que este aprendizaje se inicie, en la medida en que prepara los esquemas actuacionales para enfrentar cognoscitivamente un texto o una materia susceptible de ser aprendida.
En el mercado del trabajo, esta capacidad de aprendizaje introspectivo se remite a la idea de la formación continua y la constante adaptación de una persona respecto a saberes útiles para el cumplimiento de sus funciones profesionales o emprendimientos laborales. Ello va desde los conocimientos formales de una o varias disciplinas hasta habilidades blandas como el pensamiento positivo y la inteligencia emocional.

## En informática

### Pruebas de software
En la aprendibilidad de las pruebas de software, según ISO/IEC 9126, está la capacidad de un producto de software para permitir al usuario aprender a usarlo. La aprendibilidad se puede considerar como un aspecto de la usabilidad, y es de gran preocupación en el diseño de aplicaciones de software complejas.
La aprendibilidad se define en el glosario estándar de los términos utilizados en las pruebas de software publicados por la Junta de Cualificaciones de Pruebas de Software Internacional.

### Teoría del aprendizaje computacional
En la teoría del aprendizaje computacional, la aprendibilidad es el análisis matemático del aprendizaje automático. También se emplea en el desarrollo del lenguaje en argumentos dentro de la lingüística.
Los marcos incluyen:
- Identificación de lenguaje en el límite propuesto en 1967 por E. Mark Gold,[4] y posteriormente conocido como teoría de aprendizaje algorítmico.
- Aprendizaje correcto probablemente aproximado (aprendizaje PAC) propuesto en 1984 por Leslie Valiant.[5]